# Eusandalum obscurum
Eusandalum obscurum är en stekelart som beskrevs av Girault 1917. Eusandalum obscurum ingår i släktet Eusandalum och familjen hoppglanssteklar. Inga underarter finns listade i Catalogue of Life.